# Liste der Monuments historiques in Sarreinsming
Die Liste der Monuments historiques in Sarreinsming führt die Monuments historiques in der französischen Gemeinde Sarreinsming auf.

## Liste der Bauwerke
| Bezeichnung              | Beschreibung                                 | Standort                      | Kennzeichnung | Schutzstatus | Datum | Bild |
| ------------------------ | -------------------------------------------- | ----------------------------- | ------------- | ------------ | ----- | ---- |
| Villa rustica Heidenkopf | gallorömisch, erstes bis drittes Jahrhundert | nordwestlich des Ortes (Lage) | PA57000024    | Inscrit      | 2002  |      |